# Иосилевич, Виктор Соломонович
Ви́ктор Соломо́нович Иосиле́вич (Иоселе́вич; 23 августа 1901, Санкт-Петербург — 1953, Москва) — организатор кинопроизводства, управляющий трестом «Союзкинохроника», один из основателей советского документального кинематографа.

## Биография
Родился 10 (23) августа 1901 года в Санкт-Петербурге в семье гравёра-литографа Соломона Иоселевича. В 1912—1923 годах семья жила на Большом проспекте Петроградской стороны (проспект Карла Либкнехта), дом № 63.
Учился в реальном училище им. А. С. Черняева. С 1915 года давал уроки. В 1917 году работал экспедитором в редакции газеты «Солдатская правда». Во время пожара в особняке Кшесинской в июне 1917 года получил ранение ноги.
С марта по август 1918 года — секретарь текстильной секции Совета народного хозяйства (СНХ) Северной области. С августа 1918 по апрель 1919 года — помощник секретаря Петроградской ЧК.
В 1919 году был мобилизован в РККА. С апреля 1919 по сентябрь 1920 года служил в Особом отделе Восточного фронта, Южной группы войск, затем — Туркестанского фронта. Занимал должности секретаря активной части, начальника агентуры, заведующего секретной частью, секретаря начальника особого отдела. Член РКП(б) с июля 1919 года.
С октября 1920 по июль 1921 года учился в Коммунистическом университете им. Я. М. Свердлова. По окончании учёбы был мобилизован на борьбу с голодом в Симбирскую губернию, где пробыл три месяца.
В 1921—1923 годах — старший секретарь, начальник административно-хозяйственного отдела Политуправления Революционного Военного Совета Республики (РВСР).
В 1923—1926 годах — заведующий организационно-административным отделом, помощник заведующего производством, заведующий хроникой, помощник директора фабрики «Пролеткино». Одновременно был управляющим делами добровольной общественной организации «Общество строителей пролетарского кино» (ОСПК, 1924—1925). Входил в комиссию по организации «Общества друзей советского кино» (ОДСК), затем — в Центральный совет ОДСК (1925). С 1925 по 1927 год — член Моссовета.
С января 1927 года — заведующий отделом хроники «Совкино», затем — заведующий сектором, директор Всесоюзной фабрики «Союзкинохроника» (впоследствии — ЦСДФ). По его указанию кинооператором В. В. Микошей была проведена съёмка разрушения храма Христа Спасителя («Снос храма Христа Спасителя», 1931). С 1 января 1932 — управляющий трестом «Союзкинохроника», фактически став одним из основателей советской кинохроники.
На I Всесоюзном совещании работников кинохроники выступил с большим обзором советского документального кино (1932).
В 1932 году постановлением Президиума ЦК Рабис был занесён на Всесоюзную доску почёта. При просмотре в Кремле кинохроники военного парада и демонстрации на Красной площади 7 ноября 1934 года был представлен И. В. Сталину и получил от него поддержку за хорошую работу хроники и оперативную съёмку парада. Руководил первой синхронной съёмкой И. В. Сталина на торжественном заседании в Колонном зале Дома Союзов, посвящённом пуску метро (1935).
В 1935 году по случаю 15-летия советского кинематографа был награждён орденом Трудового Красного Знамени. Награда была вручена 27 февраля 1935 года на заседании Президиума ЦИК СССР седьмого созыва.
С июня 1936 года — начальник проектно-изыскательского бюро в Управлении строительства киногорода.
В 1936 году был обвинён в связях с троцкистами и по результатам проверки партийных документов исключён из партии.
В октябре 1937 года был осуждён на три года лишения свободы (без поражения в правах) по ст. 152 УК РСФСР по обвинению в растлении несовершеннолетних (по некоторым данным дело было сфабриковано). В феврале 1939 года досрочно освобождён, 16 апреля 1942 года была снята судимость.
С апреля 1939 года — заместитель начальника производства студии «Мостехфильм».
В июле 1941 году призван в РККК, участвовал в боях в составе пехотного полка под Черниговом и Гомелем. По болезни был комиссован.
С октября 1941 года — начальник производства Центральной студии кинохроники. С 1942 года — начальник съёмочной базы по руководству правительственными и событийными съёмками Центральной студии документальных фильмов (ЦСДФ).
Начальник съёмочных групп документальных кинофильмов «Всесоюзный парад физкультурников» (1945), «Парад победы» (1945).
Советский кинодокументалист А. Л. Хавчин отмечал в своих воспоминаниях:

Я могу утверждать, что своим существованием ЦСДФ в большей степени обязана В. С. Иосилевичу. Конечно, студия существовала бы всегда, не будь в природе Иосилевича. Конечно, могла, но как могла? В каком виде и образе? И вот такой энтузиаст, человек бесконечно преданный своему делу, человек беззаветно отдававший всю свою жизнь хронике, его кроме Иосилевича нет, не было и уж, наверное, не будет.

Избирался членом Центрального совета и членом правления АРРК.
Скончался в Москве 1953 году. Урна с прахом захоронена на Новом Донском кладбище.

### Семья
- Отец — Шолом Гиршевич (Соломон Григорьевич) Иоселевич (1872—1942)[8][39][40][41], работал в типографии, умер во время блокады Ленинграда[42].
- Мать — Елизавета Борисовна Иоселевич (?—1935)[8][43], акушерка (повивальная бабка)[44], в начале 1930-х годов работала секретарём месткома в больнице[8].
- Братья:
  - Александр Соломонович Иосилевич (Иоселевич, 1899—1937), участник революционного движения, работал в ОГПУ, на момент ареста — в Наркомторге СССР[45].
  - Григорий Соломонович Иоселевич (Кордовский, 1897—1963)[46][47], врач[48], ректор 1-го Ленинградского медицинского института (1932—1936)[49], автор «Практического руководства по управлению и оборудованию больниц» (1930).
  - Алексей Соломонович Кордовский, работал главным инженером в управлении капитального строительства Ленинградского завода имени К. Е. Ворошилова[3][8].

## Награды
- орден Трудового Красного Знамени (1935)[26]
- медаль «За оборону Москвы»[50]

## Комментарии
1. ↑  В источниках указываются различные даты рождения: по данным портала Министерства обороны «Подвиг народа» — 10 января 1901 года, Российский государственный военный архив (Ф. 37976. Оп. 1. Д. 28106. Л. 2.) приводит дату — 28 июля 1901 года, в личной карточке сотрудника Центральной студии кинохроники — август 1901 года, в Биофильмографическом справочнике А. Дерябина — 10 (23) августа 1901 года.